# Jüdischer Friedhof (Tata)
Koordinaten: 47° 38′ 18,9″ N, 18° 19′ 6″ O

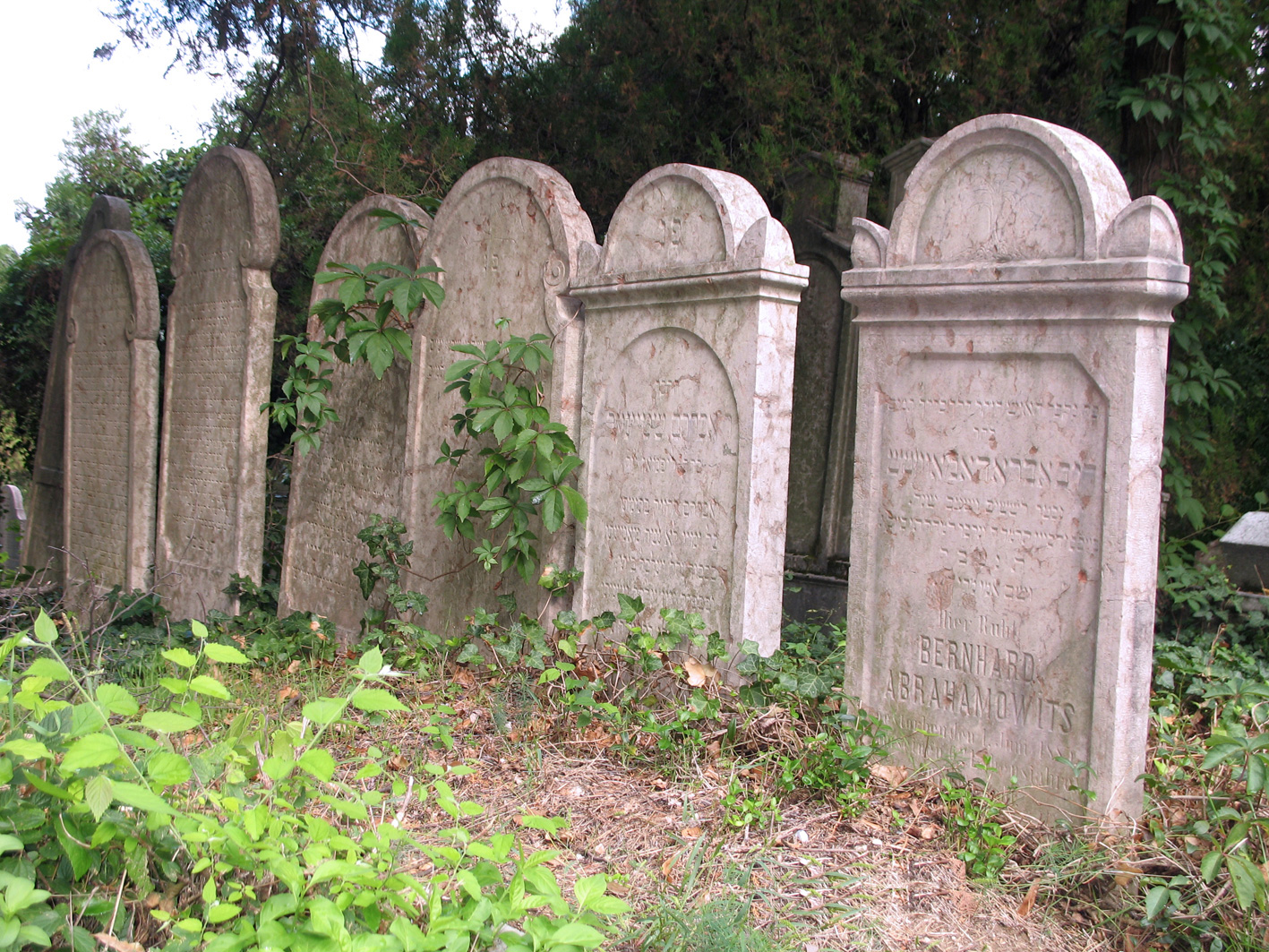
Jüdischer Friedhof in Tata

Der Jüdische Friedhof in Tata, einer Stadt im gleichnamigen Kreis im Komitat Komárom-Esztergom in Ungarn, ist gut erhalten.
Der große, stark überwachsene Friedhof liegt in der Nähe der Burg(ruine) Esterházy auf dem Kalvarienberg. Der älteste Grabstein ist auf das Jahr 1740 datiert. Im Jahr 2005 wurde ein Holocaust-Denkmal errichtet. Die letzte Beerdigung erfolgte im Jahr 2006. Eine Liste mit den Namen der Personen, die auf dem Friedhof bestattet wurden, ist vorhanden und kann eingesehen werden.